# Капительная Q
ꞯ (капительная Q) — буква расширенной латиницы, используемая в японской лингвистике и расширениях для МФА.

## Использование
Была введена в МФА в 1900 году для обозначения звонкого фарингального фрикатива (арабская айн, ع); к 1921 году она начала вытесняться буквой ʕ, а в 1928 году была официально исключена из МФА и заменена на ʕ.
В расширениях для МФА обозначает глухой верхнефарингальный взрывной согласный.
В японской лингвистике обозначает геминацию шумных согласных.